# Ulma
Ulma település Romániában, Bukovinában, Suceava megyében.

## Fekvése
Az Ulma folyó mellett fekvő település.

## Leírása
A 2002 évi népszámláláskor Ulmának 2289 lakosa volt, melyből 946 román, 1343 ukrán volt. Ebből 2267 ortodox, 1 református, 5 görögkatolikus, 16 egyéb volt.
2007-ben 2275 lakost számoltak itt össze.
Ulma községközpont, Costileva, Lupcina, Măgura és Nisipitu tartozik hozzá.